# Amphogona apicata
Amphogona apicata is een hydroïdpoliep uit de familie Rhopalonematidae. De poliep komt uit het geslacht Amphogona. Amphogona apicata werd in 1957 voor het eerst wetenschappelijk beschreven door Kramp. 